# Драма в кабаре футуристов № 13
«Драма в кабаре футуристов № 13» (1914) — немой художественный фильм Владимира Касьянова. Последний раз публично демонстрировался в конце 30-х годов в Ленинградском Доме кино. В настоящее время считается утраченным. Сохранился кадр с М. Ф. Ларионовым и Н. С. Гончаровой.
Вероятно, первое обращение кинематографа к авангарду. В. Касьянов вместе с объединением художников-футуристов «Ослиный хвост» снимает двухчастевую «трагикомедию» «Драма в кабаре футуристов № 13» (1914). «Трагикомедия» была попыткой создания кинопародии на уголовно-приключенческий фильм. Премьера состоялась 28 января 1914 года, когда группа «Ослиный хвост» уже распалась.

## Сюжет
«Артистические уборные кабаре. Футуры готовятся к празднеству. Они разрисовывают друг другу лица, а артистка Гончарова даже является декольте.
Все эти приготовления заканчиваются. На экране появляется титр: «Пробил час 13. Футуристы идут на вечеринку».
Один из второстепенных персонажей, скорее всего поэт, размахивает листком бумаги, испещренным зигзагами и беспорядочно разбросанными буквами. Это стихотворение, посвященное Гончаровой. В процессе чтения он поворачивается к публике то одним боком, то другим, и наконец спиной.
Приходит черед очень высокой женщины — это танцовщица Эльстер. В белом платье, разрезанном до талии, она танцует «футуристическое танго», то падая на колени и роняя голову наземь, то распрямляясь и выбрасывая ноги перед собой. Танец Эльстер тоже посвящен Гончаровой, и потому закончив его, танцовщица преклоняется перед артисткой и целует ей ногу.
Затем Гончарова встает и в паре с неким переодетым персонажем танцует чечетку, очень судорожно и неуклюже, быстро семеня ногами.
Далее приходит черед «гвоздя программы», собственно начало «драмы». Это «футуротанец» смерти, в котором один партнёр убивает другого. Футуристы тянут жребий; он падает на футуриста Максимовича, глаза которого раскрашены чёрным. Гончарова и Максимович взбираются на стол и вооружаются кривыми кинжалами. В процессе футуротанца мужчина перебрасывает женщину с руки на руку, с угрозой занося кинжал и поражая её, но не лезвием, а рукояткой. Но постепенно мужчина входит в раж и наконец вонзает острие ножа в её грудь, поражая её насмерть.
Появляется титр: «Футуропохороны»: Максимович выносит тело Гончаровой через чёрный вход и бросает в снег. В этот момент появляется Маяковский, в цилиндре и пальто, в образе дьявола или самой смерти.
Существует несколько версий описаний этого фильма, и некоторые критики утверждают, что Гончарова и Ларионов были в нём единственными актёрами.